# 大岡虎雄
大岡 虎雄（おおおか とらお、1912年3月28日 - 1975年8月23日）は、福岡県出身のプロ野球選手（内野手）。

## 来歴・人物
豊国中学（現豊国学園高）を経て、社会人野球の強豪・八幡製鐵所で四番打者として、八幡の虎の異名をとる。1931年の日米野球で全米選抜チームと八幡製鐵との対戦が下関長府球場で行われた。この試合で大岡は、ラリー・フレンチ投手（ピッツバーグ・パイレーツ）から2本の本塁打を放ったが、大岡自身先発登板し、アル・シモンズやミッキー・カクレーンら4選手に計6本の本塁打を浴び8-17で敗れた。
1935年に東京巨人軍にスカウトされたが、八幡製鐵所に残留した。そのころは、若林忠志、湯浅禎夫、野口明らとともに投手としてリストアップされていたようだった(「巨人軍５０年　写真でつづる栄光の記録」読売新聞社　１５５ページ)。
都市対抗野球大会には11回出場し、通算5本塁打を放つ。この記録は大会記録として、1976年に高梨英夫（大昭和製紙北海道）に更新されるまで、38年間破られなかった。
1949年に大映スターズに助監督兼選手として入団。普通の選手なら引退を考えるような年齢である37歳での入団ではあったが、5月7日の阪神タイガース戦では3打席連続本塁打を放っているなど、1.2キロのバットで26本の本塁打を放ち111打点を稼いだ。同年に記録した111打点は、新人選手の打点記録としては1位であり、新人選手が3桁の打点を記録したのも大岡のみである。
1950年に松竹ロビンスに助監督兼選手として移籍。岩本義行・小鶴誠とのクリーンナップトリオで水爆打線と呼ばれた強力打線を形成し、34本の本塁打・109打点の好成績でチームのセ・リーグの初代チャンピオンに貢献した。
また腕っぷしも相当のものであったらしく、当時は松竹でもチームメイトであった岩本義行が、"岩本のあんちゃんはケンカが強い"と言われていたが、鈴木龍二は「岩本君より大岡君の方が強い」、大和球士は「大岡が一番じゃないかな、プロ野球三十年史上では」と話している。
1951年途中退団。1975年8月23日死去。享年63。

## 詳細情報

### 年度別打撃成績
| 年 度     | 球 団     | 試 合 | 打 席 | 打 数 | 得 点 | 安 打 | 二 塁 打 | 三 塁 打 | 本 塁 打 | 塁 打 | 打 点 | 盗 塁 | 盗 塁 死 | 犠 打 | 犠 飛 | 四 球 | 敬 遠 | 死 球 | 三 振 | 併 殺 打 | 打 率 | 出 塁 率 | 長 打 率 | O P S |
| --------- | --------- | ----- | ----- | ----- | ----- | ----- | -------- | -------- | -------- | ----- | ----- | ----- | -------- | ----- | ----- | ----- | ----- | ----- | ----- | -------- | ----- | -------- | -------- | ----- |
| 1949      | 大映      | 121   | 519   | 470   | 68    | 128   | 26       | 1        | 26       | 234   | 111   | 3     | 2        | 0     | --    | 47    | --    | 2     | 84    | --       | .272  | .341     | .498     | .839  |
| 1950      | 松竹      | 135   | 607   | 552   | 86    | 155   | 18       | 1        | 34       | 277   | 109   | 6     | 3        | 0     | --    | 53    | --    | 2     | 78    | 19       | .281  | .346     | .502     | .848  |
| 1951      | 松竹      | 19    | 75    | 66    | 6     | 16    | 5        | 0        | 1        | 24    | 10    | 0     | 1        | 0     | --    | 9     | --    | 0     | 14    | 1        | .242  | .333     | .364     | .697  |
| 通算：3年 | 通算：3年 | 275   | 1201  | 1088  | 160   | 299   | 49       | 2        | 61       | 535   | 230   | 9     | 6        | 0     | --    | 109   | --    | 4     | 176   | 20       | .275  | .343     | .492     | .835  |

- 各年度の太字はリーグ最高

### 背番号
- 4 （1949年）
- 11 （1950年 - 1951年）